# Richard Tucker
Richard Tucker (Rivn (Rubin) Ticker a Brooklyn, Nova York, 28 d'agost, 1913 - Kalamazoo (estat de Michigan), 8 de gener, 1975), va ser un tenor i cantant d'òpera estatunidenc. Associat durant molt de temps amb la Metropolitan Opera House, la carrera de Tucker es va centrar principalment als Estats Units.

## Primers anys
Tucker va néixer com a el més jove de cinc fills supervivents de pares jueus de Bessaràbia que van emigrar als Estats Units el 1911. El seu pare, Ysruel (Sam) Ticker, i la seva mare Fanya-Tsipa (Fanny) Ticker es van resistir a utilitzar el "Tucker" anglicitzat que els seus fills van adoptar, però quan el seu fill petit va entrar a primer de primària, va ser registrat amb el cognom Tucker. La seva aptitud musical es va descobrir aviat i es va nodrir sota la tutela de Samuel Weisser a la sinagoga Tifereth Israel al Baix Manhattan. D'adolescent, els interessos de Tucker alternaven entre l'atletisme, en què va destacar durant els seus anys escolars, i cantar per a casaments i bar mitzvahs com a estudiant de cantor. Finalment, va progressar de ser cantor a temps parcial al Temple Emanuel de Passaic, Nova Jersey, a ser cantor a temps complet al Temple Adath Israel del Bronx i, el juny de 1943, al gran i prestigiós Brooklyn Jewish Center. Fins aleshores, els ingressos de Tucker provenien principalment dels seus encàrrecs setmanals com a venedor de la "Reliable Silk Company" al districte tèxtil de Manhattan.
L'11 de febrer de 1936, Tucker es va casar amb Sara Perelmuth, la filla més jove (i única filla) de Levi i Anna Perelmuth, propietaris de la Grand Mansion, una sala de banquets kosher al Lower East Side de Manhattan. En el moment del casament de Tucker amb la seva filla, el fill gran dels Perelmuth, Yakob, amb un talent musical, havia progressat de ser un violinista de jazz a temps parcial i vocalista de tenor líric a una estrella de la ràdio nacional que ja havia posat la mirada en una carrera operística. Sota la direcció de Sol Hurok, el més gran dels fills dels Perelmuth, ara rebatejat com a Jan Peerce, va assolir el seu objectiu quan el director general de la Metropolitan Opera Company, Edward Johnson, li va oferir un contracte després d'una audició impressionant. Quan Peerce va fer el seu debut molt aclamat al Met el 29 de novembre de 1941, la seva germana i el seu nou marit vivien amb els pares de Peerce.

## Carrera operística
Tot i que Peerce es va mantenir escèptic sobre el talent cantant de Tucker i no va encoratjar obertament les seves ambicions operístiques (cosa que va ser una de les causes d'una desafortunada ruptura entre els dos cunyats i les seves famílies, que aparentment mai es va curar completament), Peerce va tenir un paper en la presentació de Tucker al director i arranjador Zavel Zilberts, que va entrenar Tucker fins que va cridar l'atenció de Paul Althouse, un tenor notable la llarga carrera operística del qual havia començat durant el regnat d'Enrico Caruso al Met. Althouse es va convertir en l'únic professor de Tucker. Contràriament al consell del seu professor, Tucker va participar a les "Auditions of the Air" de la Metropolitan Opera el 1943, però no va guanyar. Quan el director general del Met, Edward Johnson, va anar sense previ avís al "Brooklyn Jewish Center" per escoltar Tucker cantar, Johnson va oferir al tenor una altra audició i aviat li va atorgar un contracte. El 25 de gener de 1945, sota la batuta d'Emil Cooper, Tucker va debutar com a Enzo Grimaldo a La Gioconda. Aquest debut, un dels més reeixits dels annals del Met, va anunciar els 30 anys de carrera de Tucker com el principal tenor americà de la postguerra del Met.
Dos anys després del seu debut al Metropolitan, Tucker va ser convidat a repetir el seu èxit a La Gioconda a l'amfiteatre de Verona, Itàlia, per al qual el tenor retirat i natural de Verona, Giovanni Zenatello, també havia contractat la jove Maria Callas. Dos anys més tard, el 1949, la carrera ascendent de Tucker es va confirmar quan Arturo Toscanini va contractar Tucker per cantar el paper de Radames per a les emissions de la NBC d'una representació completa del concert dAïda al costat d'Herva Nelli en el paper principal, un esdeveniment que es va sentir i veure a la ràdio i la televisió, i finalment es va publicar en LP, CD, VHS i DVD. Aquesta va ser una de les primeres representacions d'òpera completes mai emeses per televisió nacional.
En els anys següents, l'àmplia veu lírica de Tucker va evolucionar cap a una veu lirico-spinto de proporcions gairebé dramàtiques. Si els seus recursos estilístics característics, especialment el seu afecte pels sanglots italianitzants, no sempre van ser lloats per la crítica, el timbre distintiu de la seva veu sonora, la seva tècnica indefectiblement segura, la dicció impecable i la pronunciació amb so nadiu van ser universalment aclamats en tots els papers que va assumir. "Per a mi, Richard Tucker va ser, i sempre serà, un tenor 'italià'", va escriure Luciano Pavarotti al pròleg de la biografia autoritzada de James A. Drake. "Com Jussi Björling, va demostrar que no cal néixer a Itàlia per guanyar-se la crítica i el públic". Una profusió de tenors llegendaris, com ara Jussi Björling, Giuseppe Di Stefano, Mario Del Monaco i, finalment, Jan Peerce, van anar i venir durant el mandat de Rudolf Bing com a director general del Metropolitan. Tucker va seguir sent un tenor dominant i va assumir constantment nous reptes. Tot i que va ser un actor poc destacable durant la major part de la seva carrera, Tucker va causar una forta impressió dramàtica entre els crítics veterans quan va re concebre el paper de Canio a Pagliacci sota la direcció de Franco Zeffirelli el gener de 1970. El tenor tenia gairebé 60 anys en aquell moment.
Abans i després de cada temporada de la Metropolitan Opera, Tucker actuava en concerts arreu dels Estats Units. A finals dels anys cinquanta i principis dels seixanta, Tucker actuava amb freqüència en una sèrie de concerts a l'aire lliure amb molta participació a l'estadi Lewisohn de Nova York, sota la direcció d'Alfredo Antonini.
Al llarg de la seva carrera operística, Tucker va mantenir una identitat jueva. Va mantenir una llar kosher i oficiava regularment com a cantor en Rosh Hashana, Yom Kippur i altres esdeveniments sagrats del calendari litúrgic jueu, especialment a Chicago. Va supervisar el desenvolupament religiós dels seus tres fills, Berel (Barry, nascut el 1938); David N. Tucker, M.D. (nascut el 1941); i Henry (nascut el 1946). El seu pare va organitzar que cantessin amb ell en un popular programa de televisió presentat per Sam Levenson, el 9 de març de 1952.
Tucker tenia un contracte de llarga durada amb Columbia Records, i finalment també va gravar per a RCA Victor; tanmateix, comparat amb la durada de la seva carrera, els enregistraments comercials de Tucker són comparativament escassos i documenten de manera inadequada la seva veu en el seu millor moment, segons molts dels seus col·legues artístics. No obstant això, els seus enregistraments per a RCA Victor amb la soprano Leontyne Price (especialment a Madame Butterfly i La forza del destino) invariablement el mostren amb una veu fina i sonora i amb una presència dramàtica convincent. També va fer un enregistrament famós dAïda amb una col·lega del seu debut a Verona, Maria Callas. Va gravar el Rèquiem de Verdi amb George London. Molts altres enregistraments comercials, així com enregistraments privades dels seus concerts i actuacions radio difoses, han estat re masteritzats digitalment i estan disponibles en CD i formats descargables en línia. Diverses de les seves aparicions a la televisió nacional a "The Voice of Firestone" i "The Bell Telephone Hour" es van conservar en format de cinescopi i cinta de vídeo, i s'han reeditat en format VHS i DVD. Una interpretació en vídeo completa de la representació de Canio per part del tenor a la producció de Zeffirelli de Pagliacci, que s'havia d'aparellar amb Cavalleria rusticana amb l'amic i col·lega tenor de Tucker, Franco Corelli, com a Turiddu, mai es va retransmetre per televisió i no s'ha emès comercialment, per motius legals.
Tot i que la imatge pública ben elaborada de Tucker era la d'un intèrpret competitiu i aclaparadorament segur de si mateix, el seu comportament fora de l'escenari era el d'un home inherentment privat però indefectiblement considerat, especialment pel que fa als fans i col·legues. Mai propens a mirar enrere a la seva carrera, Tucker sempre va viure el moment i va mantenir una perspectiva infantil de la vida. També va mostrar una propensió a fer bromes a alguns dels seus companys cantants, sovint provocant un somriure en algun moment inapropiat d'una actuació. Una vegada, durant una emissió de La forza del destino amb el baríton Robert Merrill, Tucker va colar una fotografia de nu en un petit bagul que Merrill va obrir a l'escenari. Anys més tard, Merrill va descriure el seu amic tenor com "un original, directament de les pàgines d'una història de Damon Runyon".

## Mort
El 8 de gener de 1975, Tucker va morir inesperadament d'un atac de cor als 61 anys a la seva habitació d'hotel a Kalamazoo, Michigan; estava en una gira nacional de concerts amb el seu amic íntim, el baríton Robert Merrill. El seu funeral es va celebrar el 10 de gener a l'escenari de la Metropolitan Opera House, sent l'únic cantant de la història de la companyia que havia estat tan homenatjat.

## Llegat
Poc després de la seva mort, la Fundació Musical Richard Tucker va ser creada per la seva vídua, fills, col·legues i amics, "per perpetuar la memòria del tenor més gran d'Amèrica a través de projectes en ajuda de joves cantants amb talent". En les dècades intermèdies, la Fundació Richard Tucker, els concerts televisats anuals de la qual han estat presentats per Luciano Pavarotti i altres, ha atorgat constantment les majors subvencions i beques de música vocal. Entre els beneficiaris, el primer dels quals va ser Rockwell Blake, hi ha les sopranos Renée Fleming, Deborah Voigt, Isabel Leonard, els tenors Richard Leech, Stephen Costello, James Valenti, Michael Fabbiano i altres cantants d'òpera de renom internacional.
En homenatge al seu llegat al Met, la ciutat de Nova York va designar el parc adjacent al Lincoln Center com a Richard Tucker Square.